# 톰 호퍼
톰 호퍼(Tom Hopper, 1985년 1월 28일 ~ )는 잉글랜드의 배우이다.

## 출연 작품
- 아이 필 프리티 - 그랜트 역
- 터미네이터: 다크 페이트 - 윌리엄 역
- 레지던트 이블: 라쿤시티 - 앨버스 웨스커 역